# Удмуртский институт истории, языка и литературы УрО РАН

Здание Удмуртского института истории, языка и литературы

Удму́ртский институ́т исто́рии, языка́ и литерату́ры Удмуртского федерального исследовательского центра Уральского отделения Российской академии наук (УИИЯЛ УдмФИЦ УрО РАН) расположен в городе Ижевске по адресу ул. Ломоносова, 4.

## История
10 марта 1931 года Удмуртский обком ВКП(б) принял решение о создании при Совете Министров Удмуртии Комплексного научно-исследовательского института им. 10-летия Удмуртской автономной области. Первым директором института стал Яков Ильич Ильин. В 1936 году институт был переименован в Удмуртский научно-исследовательский институт социалистической культуры.
В годы Великой Отечественной войны были мобилизованы 8 сотрудников УдНИИ. На фронте погибли все сотрудники сектора истории. Было значительно сокращено финансирование института.
В 1969 году в институте был создан сектор археологии и этнографии. В 1982 году институт переехал в отдельное новое здание. В феврале 1987 года на выездном заседании Президиума АН СССР в Свердловске было поддержано предложение о включении УдНИИ в состав создаваемого Уральского отделения. 1 февраля 1988 года постановлением Президиума УрО АН СССР был создан Удмуртский институт истории, языка и литературы УрО РАН. В марте 1992 года был образован Удмуртский научный центр УрО РАН, в состав которого вошёл Институт истории, языка и литературы.
10 января 2018 года Удмуртский институт истории, языка и литературы вошёл в состав ФГБУН «Удмуртский федеральный исследовательский центр Уральского отделения Российской академии наук» в качестве структурного подразделения.

## Основные научные направления
- история и культура народов Камско-Вятского региона в контексте общероссийских процессов с древности до современности;
- историко-культурное наследие и духовно-интеллектуальный потенциал народов Удмуртии[9].

Институт является одним из академических центров, получивших признание в России и за рубежом своими исследованиями в области финно-угроведения. Разработка проблем культурогенеза в Волжско-Прикамском регионе в древности и средневековье, национально-государственного строительства восточно-финских народов, вопросов крестьяноведения, этномузыковедения, этноархеологии, сравнительного языкознания, ономастики, специфики младописьменных литератур во многом была инициирована учеными Удмуртского института, и в значительной степени решена ими успешно.
Основными задачами института являются фундаментальные исследования в области истории, лингвистики, подготовка энциклопедических изданий, изучение материальной и духовной культуры народов Урало-Поволжья, анализ современных этнополитических и этнокультурных процессов. Также осуществляется изучение культурно-генетических процессов в древности и средневековье, разработка методических и технологических проблем сохранения культурного наследия.
С 1970-х годов институт занимается исследованиями средневекового городища Иднакар.

## Структура
В составе института с 1994 года функционирует аспирантура специальностям: этнография, этнология и антропология, археология, отечественная история, фольклористика, литературоведение. С 2001 года действует Совет по защите кандидатских диссертаций по специальности.
Научная библиотека института содержит фонды по истории и культуре региона (60 602 экз., в том числе периодические издания 10 880 экз.). Научно-отраслевой архив хранит научную и управленческую документацию постоянного хранения (2608 единиц хранения) и фото-документы (4999 единиц хранения).